# Rzym I
Rzym I – Rozporządzenie Parlamentu Europejskiego i Rady (WE) nr 593/2008 z dnia 17 czerwca 2008 r. w sprawie prawa właściwego dla zobowiązań umownych (Rzym I); akt prawny Unii Europejskiej stanowiący źródło prawa prywatnego międzynarodowego.

## Przedmiotowy zakres zastosowania
Rozporządzenie stosuje się do zobowiązań umownych w sprawach cywilnych i handlowych powiązanych z prawem różnych państw. Rozporządzenie nie definiuje pojęcia „zobowiązanie umowne”. Wypracowanie jednej definicji jest znacznie utrudnione z powodu zbyt dużych rozbieżności w zakresie rozumienia tego terminu w krajowych porządkach prawnych różnych państw. Jednakże z samego zwrotu „zobowiązanie umowne” wynika, iż konwencja nie obejmuje swoim zakresem jednostronnych czynności prawnych. Umowa jest bowiem zawsze co najmniej dwustronną czynnością prawną, a zatem wymagane jest złożenie co najmniej dwóch zgodnych oświadczeń woli. Zobowiązanie umowne posiada charakter względny, dlatego z przedmiotowego zakresu zastosowania wyłączone są stosunki o charakterze bezwzględnym takie jak prawa osobiste, rzeczowe czy spadkowe. Ostatecznie klasyfikacja określonego zdarzenia do grupy zobowiązań umownych należy do zadań sędziego, który orzeka w danej sprawie. Sędzia nie może jednak kierować się jedynie rozwiązaniami przyjętymi w porządku prawnym jego państwa. 

## Wyłączenia z zakresu zastosowania rozporządzenia
Niniejszego rozporządzenia nie stosuje się w szczególności do spraw skarbowych, celnych i administracyjnych. Oznacza to, że z zakresu zastosowania rozporządzenia wyłączona jest regulacja zobowiązań, które powstają w związku z działaniami władzy publicznej i funkcjonowaniem norm prawa publicznego. 
Z zakresu zastosowania rozporządzenia Rzym I wyłączone są także: 
- stan cywilny oraz zdolność prawna i zdolność do czynności prawnych osób fizycznych, z zastrzeżeniem art. 13; (art. 13 rozporządzenia stanowi, iż w przypadku zawarcia umowy między osobami, które znajdują się w tym samym państwie, osoba fizyczna, która miałaby zdolność prawną i zdolność do czynności prawnych na podstawie prawa tego państwa, może powołać się na brak zdolności prawnej lub zdolności do czynności prawnych wynikający z prawa innego państwa jedynie wówczas, gdy w chwili zawarcia umowy druga strona umowy wiedziała o tym braku lub nie wiedziała o nim z powodu niedbalstwa).
- zobowiązania wynikające ze stosunków rodzinnych oraz stosunków uznawanych zgodnie z prawem dla nich właściwym za mające podobne skutki, w tym zobowiązania alimentacyjne;
- zobowiązania wynikające z małżeńskich ustrojów majątkowych, z ustrojów majątkowych w stosunkach uznawanych zgodnie z prawem dla nich właściwym za mające podobne skutki do małżeństwa oraz z prawa spadkowego, włącznie z testamentami;
- zobowiązania wynikające z weksli, czeków, weksli własnych oraz innych zbywalnych papierów wartościowych w zakresie, w jakim zobowiązania z tych innych papierów wartościowych wynikają z ich zbywalności;
- zapisy na sąd polubowny i umowy o właściwość sądu;
- kwestie z zakresu prawa spółek i innych podmiotów posiadających osobowość prawną lub jej nieposiadających, takich jak utworzenie, w drodze rejestracji lub w inny sposób, zdolność prawna i zdolność do czynności prawnych, ustrój wewnętrzny lub rozwiązanie spółek i innych podmiotów posiadających osobowość prawną lub jej nieposiadających oraz osobista odpowiedzialność wspólników i organów za zobowiązania takiej spółki lub podmiotu;
- kwestie, czy przedstawiciel może wobec osób trzecich zaciągać zobowiązania w imieniu osoby przez siebie reprezentowanej lub czy organ spółki lub innego podmiotu posiadającego osobowość prawną lub jej nieposiadającego może wobec osób trzecich zaciągać zobowiązania w imieniu tej spółki lub podmiotu;
- tworzenie „trustów” oraz stosunki prawne pomiędzy założycielami, powiernikami i beneficjentami;
- zobowiązania wynikające z kontaktów handlowych mających miejsce przed zawarciem umowy;.

- umowy ubezpieczenia wynikające z operacji przeprowadzanych przez organizacje niebędące zakładami, o których mowa w art. 2 dyrektywy 2002/83/WE Parlamentu Europejskiego i Rady z dnia 5 listopada 2002 r. dotyczącej ubezpieczeń na życie[7], których przedmiotem jest zapewnienie pracownikom lub osobom pracującym na własny rachunek, należącym do zakładu lub grupy zakładów, lub do określonej grupy lub grup zawodowych, świadczeń w przypadku śmierci lub dożycia określonego wieku, przerwania lub ograniczenia działalności, choroby zawodowej lub wypadku przy pracy.

## Powszechne stosowanie
Prawo wskazane przez rozporządzenie Rzym I stosuje się bez względu na to, czy jest ono prawem państwa członkowskiego (art. 2 rozporządzenia Rzym I).

## Swoboda wyboru prawa
Art. 3 rozporządzenia stanowi, iż umowa podlega prawu wybranemu przez strony. Wybór prawa może być dokonany zarówno w drodze wyraźnych oświadczeń woli, jak i wynikać w sposób jednoznaczny z postanowień umowy lub okoliczności sprawy. Strony mogą dokonać wyboru prawa właściwego dla całej umowy lub tylko dla jej części. Wobec tego należy uznać, iż dopuszczalne jest także poddanie umowy oraz stosunku zobowiązaniowego, który z niej wynika prawu więcej niż jednego państwa. Jest to tzw. wybór prawa złożony. Strony mogą dokonać wyboru prawa zarówno przed zawarciem umowy jak i po jej zawarciu. Świadczy o tym art. 3 ust. 2 rozporządzenia Rzym I – „Strony mogą w każdym czasie umówić się, że umowa podlega prawu innemu niż to, które dla tej umowy było uprzednio właściwe na podstawie wcześniejszego wyboru dokonanego zgodnie z niniejszym artykułem lub na podstawie innych przepisów niniejszego rozporządzenia”.  

## Prawo właściwe w przypadku braku wyboru prawa
W art. 4 wskazano prawo właściwe dla ośmiu grup umów. Prawo jest właściwe dla danej umowy w takim zakresie, w jakim strony nie dokonały wyboru prawa zgodnie z art. 3. Prawo właściwe dla poszczególnych umów uregulowane w art. 4 nie może być sprzeczne z postanowieniami zawartymi w art. 5-8, które regulują umowy przewozu (art. 5), umowy konsumenckie (art. 6), umowy ubezpieczenia (art. 7) oraz indywidualne umowy o prace (art. 8). 
W przypadku braku wyboru prawa:
a) umowa sprzedaży towarów podlega prawu państwu, w którym sprzedawca ma miejsce zwykłego pobytu;
b) umowa o świadczenie usług podlega prawu państwa, w którym usługodawca ma miejsce zwykłego pobytu;
c) umowa, której przedmiotem jest prawo rzeczowe na nieruchomości lub prawo do korzystania z nieruchomości, podlega prawu państwa, w którym nieruchomość jest położona; 
d) niezależnie od lit. c), umowa dotycząca czasowego korzystania z nieruchomości na użytek własny, zawarta na okres nie dłuższy niż sześć kolejnych miesięcy, podlega prawu państwa, w którym oddający nieruchomość do korzystania ma miejsce zwykłego pobytu, pod warunkiem że biorący do korzystania jest osobą fizyczną i ma miejsce zwykłego pobytu w tym samym państwie; 
e) umowa franczyzy podlega prawu państwa, w którym franczyzobiorca ma miejsce zwykłego pobytu; 
f) umowa dystrybucji podlega prawu państwa, w którym dystrybutor ma miejsce zwykłego pobytu; 
g) umowa sprzedaży towarów w drodze licytacji podlega prawu państwa, w którym odbywa się licytacja, jeżeli miejsce to można ustalić; 
h) umowa zawarta w ramach wielostronnego systemu, który kojarzy lub ułatwia kojarzenie wielu transakcji kupna i sprzedaży instrumentów finansowych w rozumieniu definicji z art. 4 ust. 1 pkt 17 dyrektywy 2004/39/WE, zgodnie z regułami innymi niż uznaniowe, i który podlega jednemu prawu, podlega temu właśnie prawu.

## Zakres prawa właściwego
Zgodnie z art. 12 ust. 1 rozporządzenia prawo właściwe dla umowy (tzw. statut kontraktowy) ma zastosowanie w szczególności do:
- jej wykładni;
- wykonywania wynikających z niej zobowiązań;
- w granicach uprawnień przyznanych sądowi przez prawo procesowe, skutków całkowitego lub częściowego niewykonania tych zobowiązań, łącznie z określeniem wysokości szkody, w zakresie, w jakim rozstrzygają o tym przepisy prawa;
- różnych sposobów wygaśnięcia zobowiązań oraz przedawnienia i utraty praw wynikającej z upływu terminów;
- skutków nieważności umowy.

Artykuł ten należy interpretować w ten sposób, że poszukując np. reguł wykładni umów czy też skutków nieważności umowy należy odnieść się do postanowień statutu kontraktowego. Ust. 2 stanowi natomiast, iż w odniesieniu do sposobu wykonania oraz środków, które może podjąć wierzyciel w przypadku nienależytego wykonania, bierze się pod uwagę prawo państwa, w którym następuje wykonanie. W rozporządzeniu Rzym I uregulowano także: przelew wierzytelności, subrogację umowną i ustawową, wielość dłużników, potrącenie oraz kwestie związane z przeprowadzeniem dowodu umowy lub czynności prawnej (art. 14-18).